# Denis Baeskens
Denis Julien Richard Baeskens (Brakel, 21 mei 1926 - Oudenaarde, 30 juli 1977) was een Belgisch volksvertegenwoordiger.

## Levensloop
Baeskens studeerde aan het Onze-Lieve-Vrouw College van Oudenaarde. Hij vervolgde met een jaar wijsbegeerte aan het Kleinseminarie Sint-Niklaas. In 1951 behaalde hij het licentiaat Politieke en Sociale Wetenschappen en Journalistiek (Katholieke Universiteit Leuven).
Hij was actief in de KSA, als bondsleider, gewestleider en collegeleider.
In 1953 trouwde hij in Lanaken met Elisabeth Bogaerts. Ze kregen vier kinderen. 
Hij ging werken op de studiedienst van het Nationaal Christelijk Middenstandsverbond (NCMV) en werd er directeur-adviseur.
Hij werd ook adviseur van de beroepsbonden binnen het NCMV, inzake fiscale forfaits.
Verder was hij ook nog:
- Nationaal secretaris van de Christelijke Federatie van Vrije Beroepen
- Beheerder-secretaris-generaal van het Nationaal Verbond van Slachthuizen
- Adviseur van de Nationale Federatie van Textielreiniging
- Fiscaal adviseur op het kabinet van Minister van Middenstand Adhémar d'Alcantara
- Bestuurder van het Economisch en Sociaal Instituut van de Middenstand (ESIM)
- Voorzitter van de Union Européenne d'Exploitants d'Abbatoirs
- Fiscaal deskundige van de Europese organisatie Ambacht en Handel.

Zijn politieke activiteiten begon hij in 1965 als gemeenteraadslid in Schorisse. Hij was er woordvoerder van de CVP-oppositie.
Hij was ook voorzitter van de CVP-afdeling Schorisse en lid van het hoofdbestuur en het dagelijks bestuur van de CVP arrondissement Oudenaarde.
In 1968 werd hij verkozen tot CVP-volksvertegenwoordiger voor Oudenaarde en vervulde dit mandaat tot in november 1971.